# إدوارد ك. شانون
إدوارد ك. شانون (بالإنجليزية: Edward C. Shannon) هو سياسي أمريكي، ولد في 24 يونيو 1870 في الولايات المتحدة، وتوفي في 20 مايو 1946 في الولايات المتحدة. حزبياً، نشط في الحزب الجمهوري.